# 北海道道60号下川雄武線
北海道道60号下川雄武線（ほっかいどうどう60ごう しもかわおうむせん）は、北海道上川郡下川町と紋別郡雄武町を結ぶ道道（主要地方道）である。

## 概要
起点からサンル川沿いに北上するこの路線は、下川町で建設されているサンルダムの水没予定地を通るため、付け替え工事が行われた。

### 路線データ
- 起点：北海道上川郡下川町幸町（国道239号交点）
- 終点：北海道紋別郡雄武町字北幌内（国道238号交点）
- 総延長：55.766 km[1]
- 実延長：3.990 km[1]
- 重用延長：51.766 km[1]

## 歴史
- 1962年（昭和37年）8月1日 - 355号下川幌内線として路線認定[2]。[要検証 – ノート]
- 1982年（昭和57年）4月1日 - 路線名を下川雄武線に変更[3]。
- 1993年（平成5年）5月11日 - 建設省から、道道下川雄武線が下川雄武線として主要地方道に指定される[4]。
- 1994年（平成6年）10月1日 - 路線番号を60号に変更[5]。
- 2008年（平成20年）4月1日 - サンルダム建設に伴う付替路線一部供用開始[要出典]。
- 2012年（平成24年）10月31日 - 付替路線全面供用開始[要出典]。

## 路線状況

### 重複区間
- 北海道道49号美深雄武線：雄武町字上幌内

### 道路施設
主な橋梁

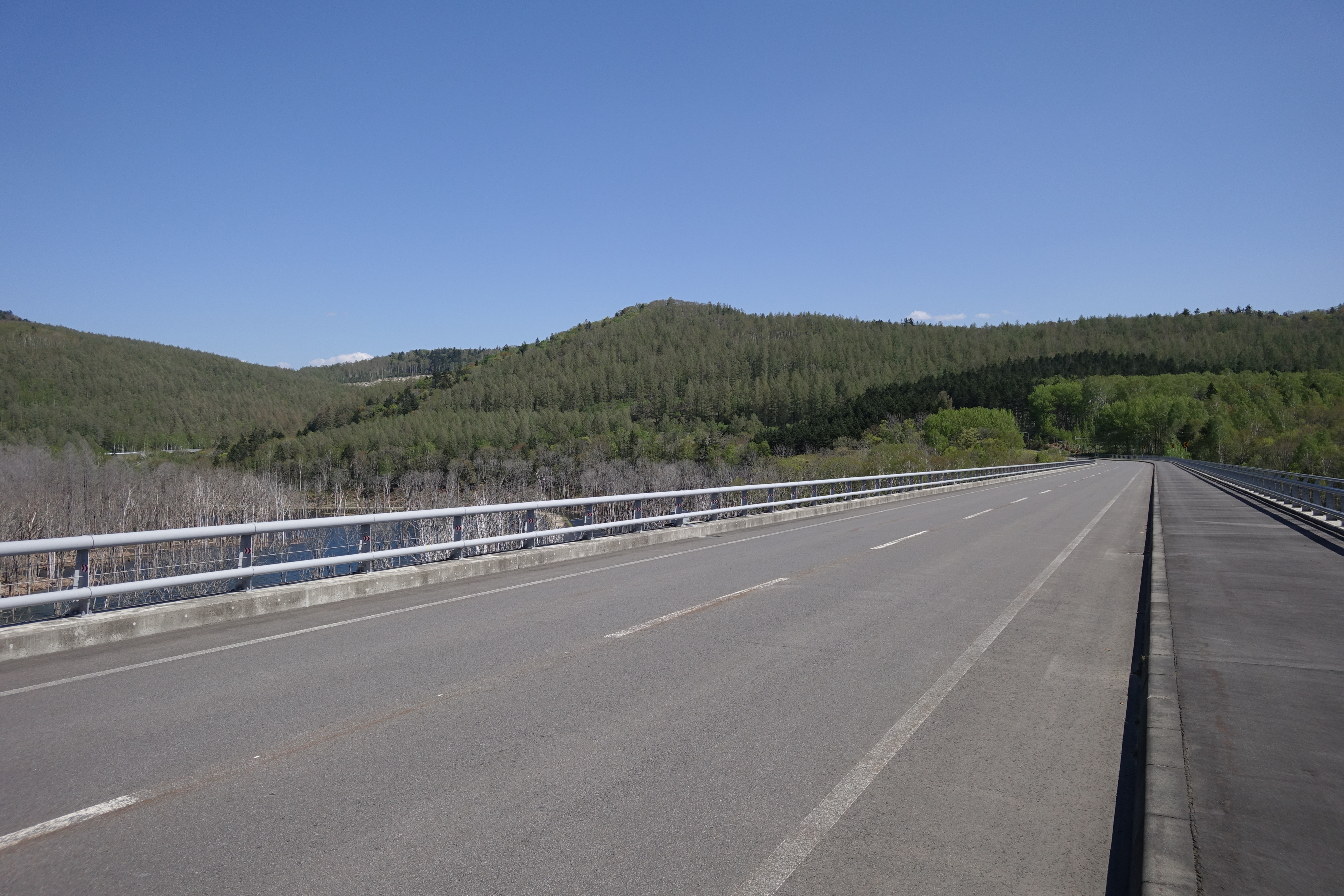
珊瑠大橋（2022年5月）

- 御料橋（名寄川）= 下川町幸町 - 下川町北町
- 放牧地橋（サンル川）= 下川町北町
- 一の沢大橋（一の沢川 = サンル川支流）= 下川町珊瑠
- 七線の沢橋（七線の沢川 = サンル川支流）= 下川町珊瑠
- 珊瑠大橋（サンル川）= 下川町珊瑠
- 豊年橋（サンル川）= 下川町珊瑠
- サンル十九線橋（サンル川）= 下川町珊瑠
- サンル古潭橋（サンル川）= 下川町珊瑠
- 奥サンル橋（幌内越沢川 = サンル川支流）= 下川町珊瑠
- 奥幌内橋（幌内川）= 雄武町字上幌内

### 主な峠
- 幌内越峠 = 下川町珊瑠 - 雄武町字道有林

## 地理
雄武町側では幌内川沿いを通る。

### 通過する自治体
- 上川総合振興局
  - 上川郡下川町
- オホーツク総合振興局
  - 紋別郡雄武町

### 交差する道路
下川町
- 国道239号 - 幸町（起点）

雄武町
- 北海道道49号美深雄武線 - 字上幌内
- 北海道道49号美深雄武線 - 字上幌内
- 国道238号 - 字北幌内（終点）

### 沿線にある施設など
下川町
- 北海道下川商業高等学校
- サンルダム

雄武町
- 幌内ダム